# Marius Copil
Marius Copil (Arad, 17 d'octubre de 1990) és un tennista professional romanès. EEn el seu palmarès destaca un títol de dobles en el circuit ATP, a banda de dues finals individuals. Forma part de l'equip romanès de Copa Davis.

## Palmarès: 1

### Individual: 2 (0−2)
| Llegenda                          |
| --------------------------------- |
| Grand Slams (0−0)                 |
| ATP Finals (0−0)                  |
| ATP World Tour Masters 1000 (0−0) |
| ATP World Tour 500 (0−1)          |
| ATP World Tour 250 (0−1)          |

| Títols per superfície |
| --------------------- |
| Dura (0−2)            |
| Gespa (0−0)           |
| Terra batuda (0−0)    |

| Resultat  | Núm. | Data                 | Torneig         | Superfície | Oponent en la final | Marcador            |
| --------- | ---- | -------------------- | --------------- | ---------- | ------------------- | ------------------- |
| Finalista | 1.   | 11 de febrer de 2018 | Sofia, Bulgària | Dura (i)   | Mirza Bašić         | 6−7(6), 7−6(4), 4−6 |
| Finalista | 2.   | 28 d'octubre de 2018 | Basilea, Suïssa | Dura (i)   | Roger Federer       | 6−7(5), 4−6         |

### Dobles: 1 (1−0)
| Llegenda                          |
| --------------------------------- |
| Grand Slams (0−0)                 |
| ATP Finals (0−0)                  |
| ATP World Tour Masters 1000 (0−0) |
| ATP World Tour 500 (0−0)          |
| ATP World Tour 250 (1−0)          |

| Títols per superfície |
| --------------------- |
| Dura (0−0)            |
| Gespa (0−0)           |
| Terra batuda (1−0)    |

| Resultat  | Núm. | Data               | Torneig           | Superfície   | Parella      | Oponents en la final        | Marcador          |
| --------- | ---- | ------------------ | ----------------- | ------------ | ------------ | --------------------------- | ----------------- |
| Guanyador | 1.   | 26 d'abril de 2015 | Bucarest, Romania | Terra batuda | Adrian Ungur | Nicholas Monroe Artem Sitak | 3−6, 7−5, [17−15] |

## Trajectòria

### Individual
| Open d'Austràlia | A   | A   | Q1  | Q2  | 2R  | Q2  | Q1 | 1R | 2R | 0 / 3 | 2–3 |
| Roland Garros | Q2  | A   | Q1  | Q2  | Q3  | Q3  | 1R | 1R | 1R | 0 / 3 | 0–3 |
| Wimbledon | A   | A   | A   | Q2  | Q2  | 1R  | 1R | 1R | 1R | 0 / 4 | 0–4 |
| US Open | Q2  | Q3  | Q1  | Q1  | Q2  | Q1  | 1R | 1R | 2R | 0 / 3 | 1–3 |
| Rànquing a final d'any | 217 | 161 | 147 | 172 | 165 | 133 | 94 | 60 |    |       |     |
| Llegenda: G: Guanyador; F: Finalista; SF: Semifinalista; QF: Quarts de final; Q: Qualificació; A: Absent; RR: Round Robin |     |     |     |     |     |     |    |    |    |       |     |